# رودني بيلي
رودني بيلي (بالإنجليزية: Rodney Bailey)‏ هو لاعب كرة قدم أمريكية أمريكي، ولد في 7 أكتوبر 1979 في كليفلاند في الولايات المتحدة.

## وصلات خارجية
- رودني بيلي على موقع مرجع كرة القدم المحترفة.كوم (الإنجليزية)